# Asalto de Manzanillo
La Batalla o Asalto de Manzanillo fue un hecho de armas librado el 24 de mayo de 1928, y formó parte de la Guerra Cristera. Después de los combates librados en Jalisco, sorpresivamente, el 24 de mayo de 1928 los cristeros cayeron sobre el puerto de Manzanillo al mando del General Jesús Degollado Guízar. 

## Batalla
La inesperada presencia del cañonero Progreso de la Armada de México complicó los movimientos cristeros, puesto que los cristeros a pesar de la distancia comenzaron a atacar al buque. El ataque cristero trató de ser rechazado por ataques aislados de carabinas y uno que otro disparo de cañón del ARM Progreso, así como por elementos del Ejército federal que en ese momento protegían la guarnición de la plaza manzanillense. Después de estudiar la situación, el comandante del buque, el capitán de fragata Eduardo Loiza Iturrios, ordenó zafarrancho de combate, pero decidieron cortar los cabos que sostenían a la embarcación y así combatir con menos riesgo a los rebeldes, mientras tanto, los oficiales y tripulación ocuparon sus puestos de combate dentro y fuera del barco; en esta primera acción mueren 5 cristeros y un marino federal, de nombre José Villalpando Rascón, quien posee una placa de bronce en la cabecera del municipio colimense; el combate duró poco, pero el cañonero no podía bombardear a la ciudad, por lo que se limitó a zarpar. 
Los cristeros creían tener ganada la batalla, sin embargo un error táctico cristero marcó su derrota. Revisado al término del combate y tras examinar los motivos de la derrota cristera, los cristeros culparon al general Alberto Gutiérrez por no haber llevado a cabo la interrupción de las comunicaciones entre Manzanillo y Colima, como se le había ordenado, no sólo cortando el telégrafo sino también afectando la vía férrea. También fueron acusados el general Andrés Salazar y Marcos Torres Virgen por no haber amagado Villa de Álvarez y Colima para distraer a las fuerzas federales. El motivo de la derrota fue que hora y media después, arribaba en tren el general Heliodoro Charis con todas sus tropas. El general Jesús Degollado Guízar ordenó la retirada al ver que se veían muy superados en número, pero algunos hombres del jefe cristero Lucas Cuevas quedaron atrapados en el puerto al tratar de robar armamento.

## Término de la Batalla
Después de un intenso combate, Charis recuperó Manzanillo. Las bajas cristeras fueron de 123 muertos y por parte de los federales murieron 29, entre oficiales y soldados.